# Barcelona Trail Races
La Barcelona Trail Races o BTR (denominada també Ultratrail Collserola o UTC en les seves primeres edicions) és un esdeveniment esportiu que inclou diverses curses de muntanya o de trail running. Té lloc una vegada a l'any al Parc Natural de Collserola a la ciutat de Barcelona. La primera edició va ser el 2013 amb 1500 corredors repartits en 3 curses.
El 2017 s'inclou per primera vegada una categoria de relleus en equips de dos corredors amb un sol punt de relleu. El 2018 la modalitat de relleus canvia i passa a ser en equips de entre dos i cinc corredors en modalitat d'autogestió de trams i corredors amb relleus als punts d'avituallament.
La pandèmia del COVID-19 de l'any 2020 fa anul·lar l'edició d'aquell any.

## Resum distàncies i edicions
| Data        | Lloc de sortida i arribada              |                                                    | Cursa 1          | Cursa 2          | Cursa 3          | Cursa 4          | Cursa de relleus                                                                    |
| ----------- | --------------------------------------- | -------------------------------------------------- | ---------------- | ---------------- | ---------------- | ---------------- | ----------------------------------------------------------------------------------- |
| 23 nov 2013 | CEM Can Caralleu, Sarrià, Barcelona     | Compressport Ultratrail Collserola,                | 74 km            | 43 km            | 21 km            | -                | -                                                                                   |
| 22 nov 2014 | CEM Les Moreres, Esplugues de Llobregat | Helly Hansen Ultratrail Collserola by Compressport | 80 km            | 45 km            | 23 km            | -                | -                                                                                   |
| 21 nov 2015 | CEM Mundet, Horta, Barcelona            | Helly Hansen Ultratrail Collserola by Compressport | 85 km            | 38 km            | 23 km            | 10 km            | -                                                                                   |
| 26 nov 2016 | Velòdrom d'Horta, Barcelona             | Helly Hansen Barcelona Trail Races by Polar        | 76 km            | 46 km            | -                | -                | -                                                                                   |
| 25 nov 2017 | Velòdrom d'Horta, Barcelona             | Barcelona Trail Races                              | 76 km            | -                | -                | -                | Equips de 2 corredors. 47 + 29 km = Total 76 km                                     |
| 24 nov 2018 | Velòdrom d'Horta, Barcelona             | Barcelona Trail Races                              | 76 km            | -                | -                | -                | Equips de 2 a 5 corredors. Distàncies variables segons avituallaments. Total 76 km. |
| 23 nov 2019 | Velòdrom d'Horta, Barcelona             | Barcelona Trail Races                              | 76 km            | -                | -                | -                | Equips de 2 a 5 corredors. Distàncies variables segons avituallaments. Total 76 km. |
| 21 nov 2020 | Edició anul·lada                        | Edició anul·lada                                   | Edició anul·lada | Edició anul·lada | Edició anul·lada | Edició anul·lada | Edició anul·lada                                                                    |
| 20 nov 2021 | Velòdrom d'Horta, Barcelona             | Barcelona Trail Races                              | 77 km            |                  |                  |                  | Equips de 2 a 5 corredors. Distàncies variables segons avituallaments. Total 77 km. |

## Recorregut

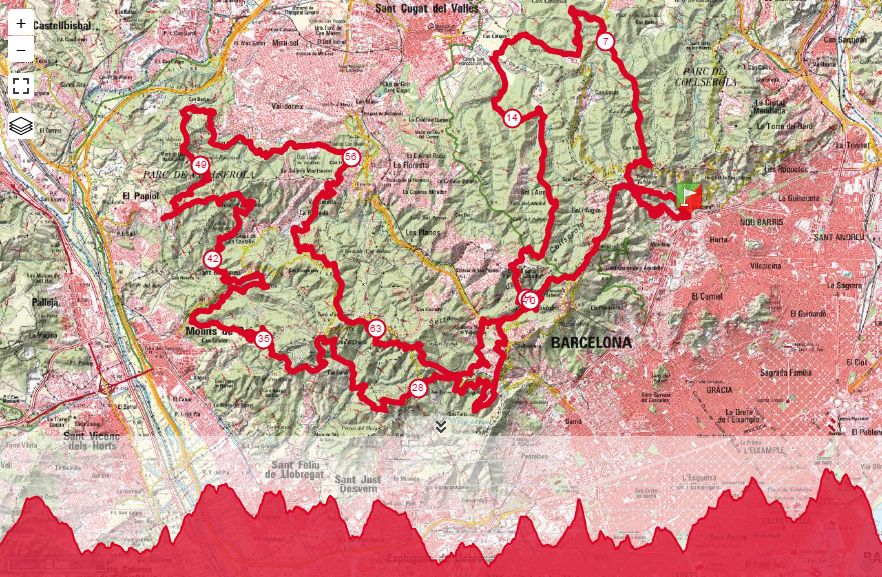
Recorregut de la Barcelona Trail Races 2016. 76km i +2600m de desnivell positiu acumulat.

Els recorreguts de les curses de la Barcelona Trail Races no es caracteritzen per tenir grans desnivells, pendents molt pronunciades ni una gran exigència tècnica. És “una cursa de muntanya que té més de llarga distància que de desnivells impossibles i que et revela la majoria de secrets que amaga la serralada” del Parc Natural de Collserola. La duresa de la cursa és conseqüència de les constants pujades i baixades que, com que no són molt dures fan que els corredors puguin córrer en gairebé tot el recorregut :“aquí es ve a córrer i a no tenir ni un segon de respir amb el seu traçat trencacames”. El ritme dels guanyadors en la cursa llarga està entre els 5 i 6 min/km.
La pròximitat de la ciutat de Barcelona, “la ultra on s´hi arriba en metro” i el tipus de recorregut fan de la BTR una prova ideal per iniciar-se en les curses de muntanya de llarga distància.

## Palmarès de la BTR

### Palmarès femení

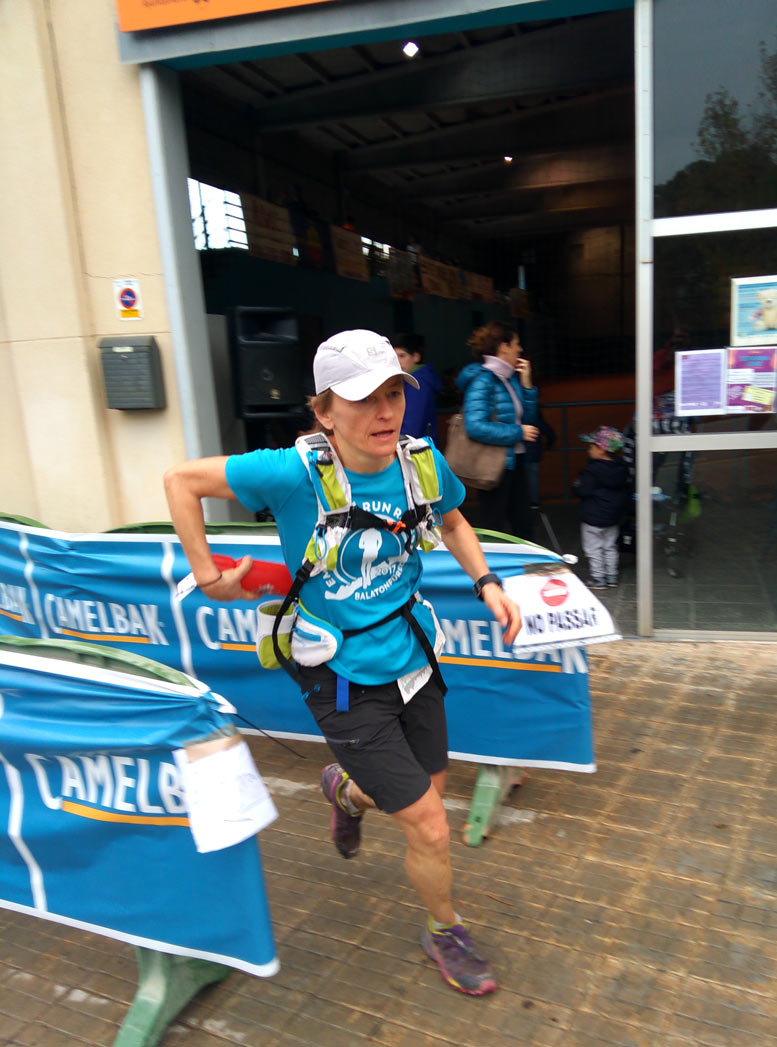
Julia Fatton, guanyadora de la Barcelona Trail Races 2017 sortint de l'avituallament de El Papiol.

| 2013  | 2013                        | 2013    | 2013  | 2013                 | 2013    | 2013  | 2013             | 2013    |
| 74 km | 74 km                       | 74 km   | 43 km | 43 km                | 43 km   | 21 km | 21 km            | 21 km   |
| ----- | --------------------------- | ------- | ----- | -------------------- | ------- | ----- | ---------------- | ------- |
| 1     | Judit Franch Pons           | 8:10:37 | 1     | Emma Roca            | 3:59:57 | 1     | Fernanda Maciel  | 1:59:12 |
| 2     | Djanina Freytag             | 8:53:22 | 2     | Paivi Linna          | 4:43:40 | 2     | Merçè Font Roca  | 2:07:38 |
| 3     | Mª Carmen Sánchez Izquierdo | 9:26:03 | 3     | Bárbara Sagi Barrera | 4:54:21 | 3     | Silvia Tremoleda | 2:11:55 |

| 2014  | 2014                        | 2014    | 2014  | 2014             | 2014    | 2014  | 2014                   | 2014    |
| 80 km | 80 km                       | 80 km   | 45 km | 45 km            | 45 km   | 23 km | 23 km                  | 23 km   |
| ----- | --------------------------- | ------- | ----- | ---------------- | ------- | ----- | ---------------------- | ------- |
| 1     | Laia Díez Fontanet          | 8:27:00 | 1     | Eva Mesado Ortiz | 4:28:43 | 1     | Laura Sanzberro Solana | 2:03:49 |
| 2     | Beatriz Pascuas Medel       | 9:28:39 | 2     | Sarah Eriksson   | 4:37:14 | 2     | Marie Paturel          | 2:05:03 |
| 3     | Mª Carmen Sánchez Izquierdo | 9:45:54 | 3     | Andrea Tolve     | 4:39:05 | 3     | Angela Garcia Femenia  | 2:12:56 |

| 2015  | 2015                   | 2015     | 2015  | 2015                        | 2015    | 2015  | 2015                   | 2015    | 2015  | 2015                | 2015    |
| 85 km | 85 km                  | 85 km    | 38 km | 38 km                       | 38 km   | 23 km | 23 km                  | 23 km   | 10 km | 10 km               | 10 km   |
| ----- | ---------------------- | -------- | ----- | --------------------------- | ------- | ----- | ---------------------- | ------- | ----- | ------------------- | ------- |
| 1     | Carme Tort Creus       | 9:44:24  | 1     | Eva Mesado                  | 3:50:09 | 1     | Laura Sanzberro Solana | 2:04:22 | 1     | Marta Palau Garriga | 1:01:45 |
| 2     | Anna Macià Erra        | 9:55:09  | 2     | Raquel Velasco Peidró       | 4:00:53 | 2     | Marta Martin Morata    | 2:14:24 | 2     | Carol Mace          | 1:02:04 |
| 3     | Carolina Guillen Muñoz | 10:24:07 | 3     | Mª Carmen Sánchez Izquierdo | 4:18:02 | 3     | Noa Arias Manga        | 2:16:41 | 3     | Núria Miró Codina   | 1:04:20 |

| 2016  | 2016               | 2016    | 2016  | 2016               | 2016    |
| 76 km | 76 km              | 76 km   | 46 km | 46 km              | 46 km   |
| ----- | ------------------ | ------- | ----- | ------------------ | ------- |
| 1     | Laia Díez Fontanet | 7:55:32 | 1     | Eva Mesado Ortiz   | 4:39:40 |
| 2     | Marta Prat Llorens | 8:40:35 | 2     | Natalie White      | 4:50:53 |
| 3     | Julia Fatton       | 8:52:50 | 3     | Ester Casas Gimeno | 4:56:44 |

| 2017  | 2017                  | 2017    | 2017                       | 2017                       | 2017                       | 2017                       | 2017                       | 2017                       |
| 76 km | 76 km                 | 76 km   | Equip / Relleus 47 i 29 km | Equip / Relleus 47 i 29 km | Equip / Relleus 47 i 29 km | Equip / Relleus 47 i 29 km | Equip / Relleus 47 i 29 km | Equip / Relleus 47 i 29 km |
| 76 km | 76 km                 | 76 km   | Mixt                       | Mixt                       | Mixt                       | Femení                     | Femení                     | Femení                     |
| ----- | --------------------- | ------- | -------------------------- | -------------------------- | -------------------------- | -------------------------- | -------------------------- | -------------------------- |
| 1     | Julia Fatton          | 8:38:47 | 1                          | Salvador i Alexandra       | 7:35:10                    | 1                          | Marta i Montse             | 9:21:14                    |
| 2     | Susana Lopez Miguel   | 8:57:49 | 2                          | Eva i David                | 7:54:20                    | 2                          | Ruth i Piret               | 10:43:39                   |
| 3     | Neus Rosinyol Menchon | 9:01:57 | 3                          | Eduard i Belen             | 7:59:46                    | 3                          | Cristina i Ester           | 10:59:36                   |

### Palmarès masculí

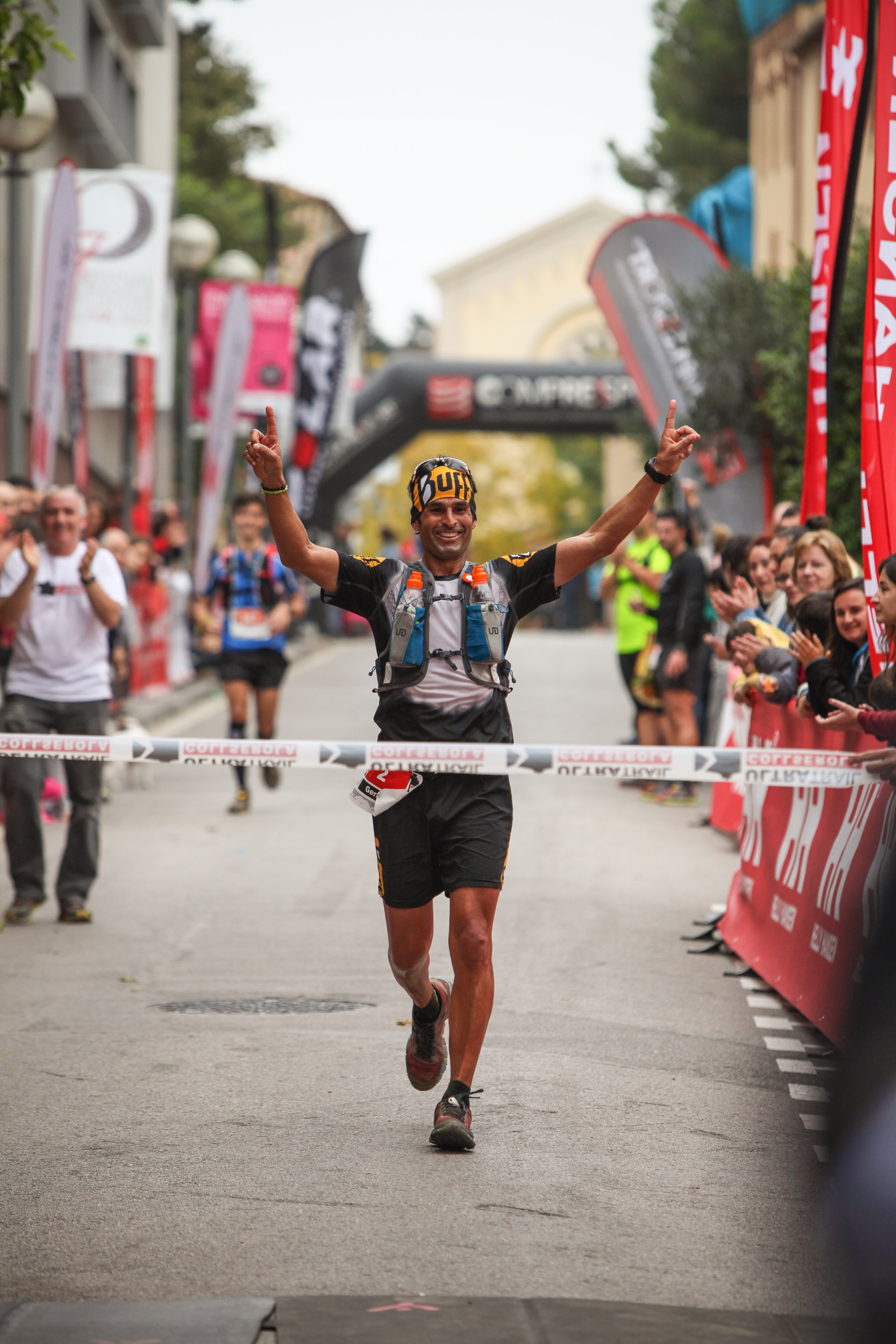
Gerard Morales, guanyador del Ultratrail Collserola 2014.

| 2013  | 2013             | 2013    | 2013  | 2013                  | 2013    | 2013  | 2013                     | 2013    |
| 74 km | 74 km            | 74 km   | 43 km | 43 km                 | 43 km   | 21 km | 21 km                    | 21 km   |
| ----- | ---------------- | ------- | ----- | --------------------- | ------- | ----- | ------------------------ | ------- |
| 1     | Toti Bes Ginesta | 6:29:00 | 1     | Carles Sànchez Casals | 3:44:53 | 1     | Marc Roig Tió            | 1:41:18 |
| 2     | Pau Zamora Perez | 6:43:12 | 2     | Salvador Milan Marco  | 4:15:11 | 2     | Alejandro Martinez Núñez | 1:42:20 |
| 3     | Pau Capell Gil   | 6:45:43 | 3     | Manel Casoni Rero     | 4:22:34 | 3     | Xavier Serra Termens     | 1:43:40 |

| 2014  | 2014                   | 2014    | 2014  | 2014                     | 2014    | 2014  | 2014                    | 2014    |
| 80 km | 80 km                  | 80 km   | 45 km | 45 km                    | 45 km   | 23 km | 23 km                   | 23 km   |
| ----- | ---------------------- | ------- | ----- | ------------------------ | ------- | ----- | ----------------------- | ------- |
| 1     | Gerard Morales Ramirez | 6:57:12 | 1     | Emilio Fernandez Puente  | 3:3:51  | 1     | Oriol Barbany Bofill    | 1:47:35 |
| 2     | Iván Ortiz Carrión     | 7:02:39 | 2     | Alejandro Martinez Nuñez | 3:54:37 | 2     | Boris Valles Alonso     | 1:48:12 |
| 3     | Javi Castillo Lozano   | 7:02:56 | 3     | Ferran Mascaro Zamora    | 3:54:50 | 3     | Carlos Lancharro Arroyo | 1:49:16 |

| 2015  | 2015                  | 2015    | 2015  | 2015                    | 2015    | 2015  | 2015                  | 2015    | 2015  | 2015                         | 2015  |
| 85 km | 85 km                 | 85 km   | 38 km | 38 km                   | 38 km   | 23 km | 23 km                 | 23 km   | 10 km | 10 km                        | 10 km |
| ----- | --------------------- | ------- | ----- | ----------------------- | ------- | ----- | --------------------- | ------- | ----- | ---------------------------- | ----- |
| 1     | Iván Camps Puga       | 8:04:25 | 1     | Roberto Heras           | 3:02:55 | 1     | Andreu Marimon Sastre | 1:45:48 | 1     | Juan Antonio Rodriguez Galan | 46:59 |
| 2     | Carles Sànchez Casals | 8:05:12 | 2     | Pau Zamora Perez        | 3:07:47 | 2     | Daniel Sagrera Vulart | 1:47:03 | 2     | Marco P. Seco Vaz            | 47:16 |
| 3     | Javi Castillo Loano   | 8:14:43 | 3     | Francisco Perez Verdugo | 3:08:14 | 3     | Eudald Murtra         | 1:47:04 | 3     | Gerard Badia Mondon          | 48:46 |

| 2016  | 2016                       | 2016    | 2016  | 2016                  | 2016    |
| 76 km | 76 km                      | 76 km   | 46 km | 46 km                 | 46 km   |
| ----- | -------------------------- | ------- | ----- | --------------------- | ------- |
| 1     | Anders Aagaard Hansen      | 6:59:22 | 1     | Andrejs Jesko         | 3:41:39 |
| 2     | Miguel Angel González Cano | 7:09:49 | 2     | David López Hernández | 3:53:56 |
| 3     | Sergi Masip Cosin          | 7:11:56 | 3     | Mikita Hryhoryeu      | 3:54:54 |

| 2017  | 2017                  | 2017    | 2017                               | 2017                               | 2017                               |
| 76 km | 76 km                 | 76 km   | Equip / Relleus 47 i 29 km Masculí | Equip / Relleus 47 i 29 km Masculí | Equip / Relleus 47 i 29 km Masculí |
| ----- | --------------------- | ------- | ---------------------------------- | ---------------------------------- | ---------------------------------- |
| 1     | Sergi Masip Cosin     | 7:09:05 | 1                                  | Anibal i Rafael                    | 6:30:37                            |
| 2     | Peter Arnoldsen       | 7:14:28 | 2                                  | Edgar i Jordi                      | 7:27:50                            |
| 3     | David López Hernández | 7:24:45 | 3                                  | Carlos i Jordi                     | 7:44:11                            |

## Recull de fotos

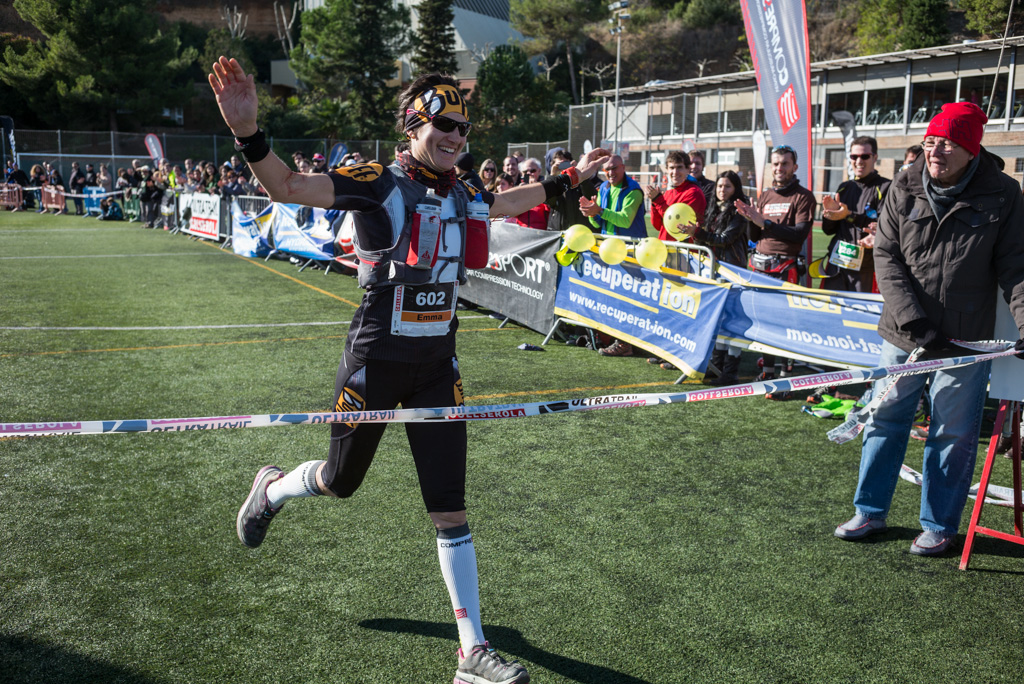
Emma Roca a la arribada del Ultratrail Collserola 2013 a Can Caralleu
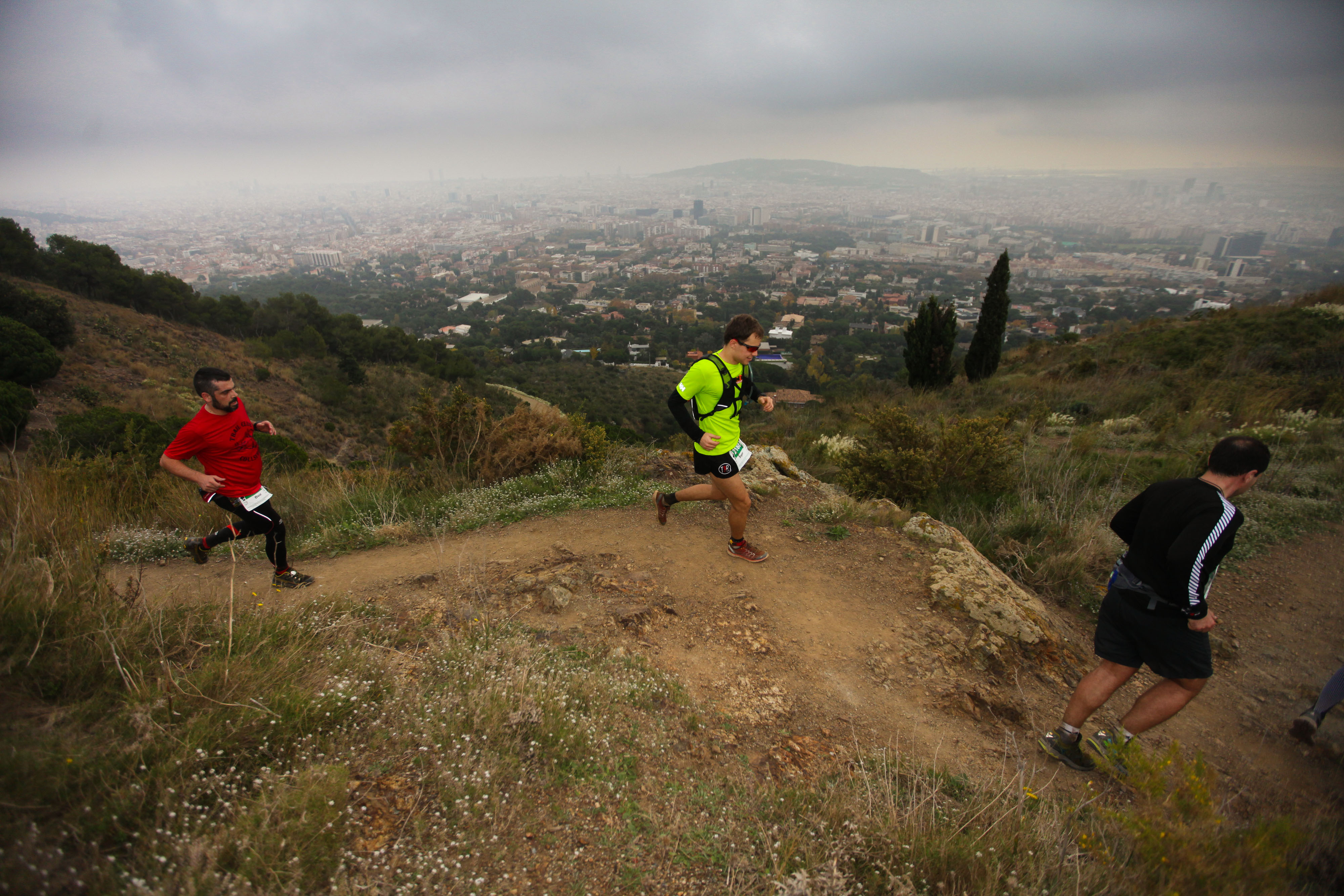
Ultratrail Collserola 2014
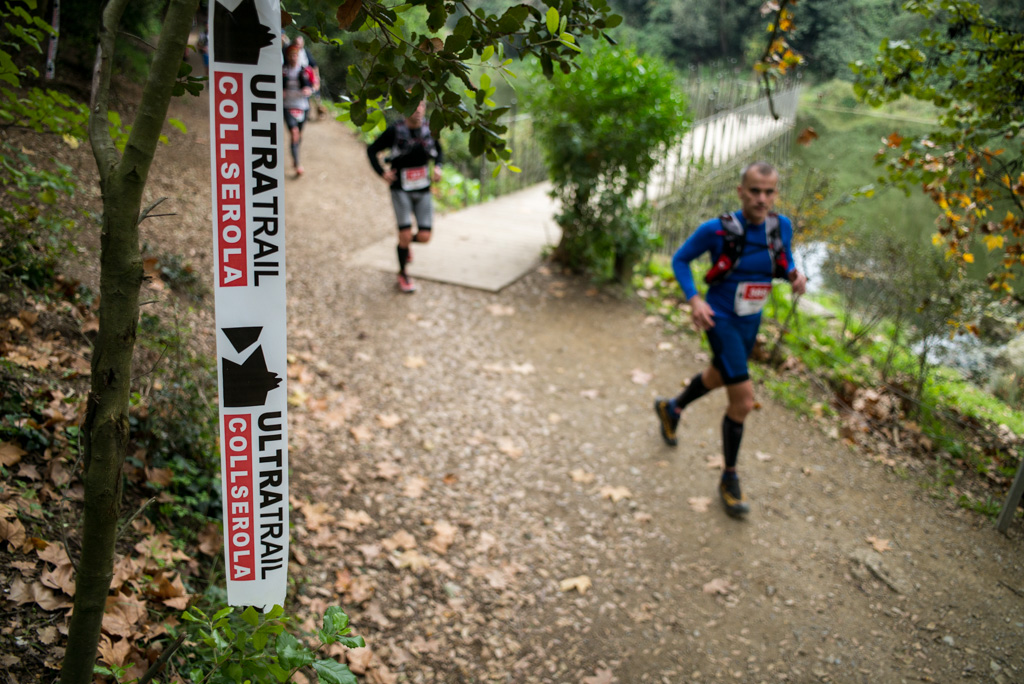
Ultratrail Collserola 2014. Pantà de Vallvidrera.
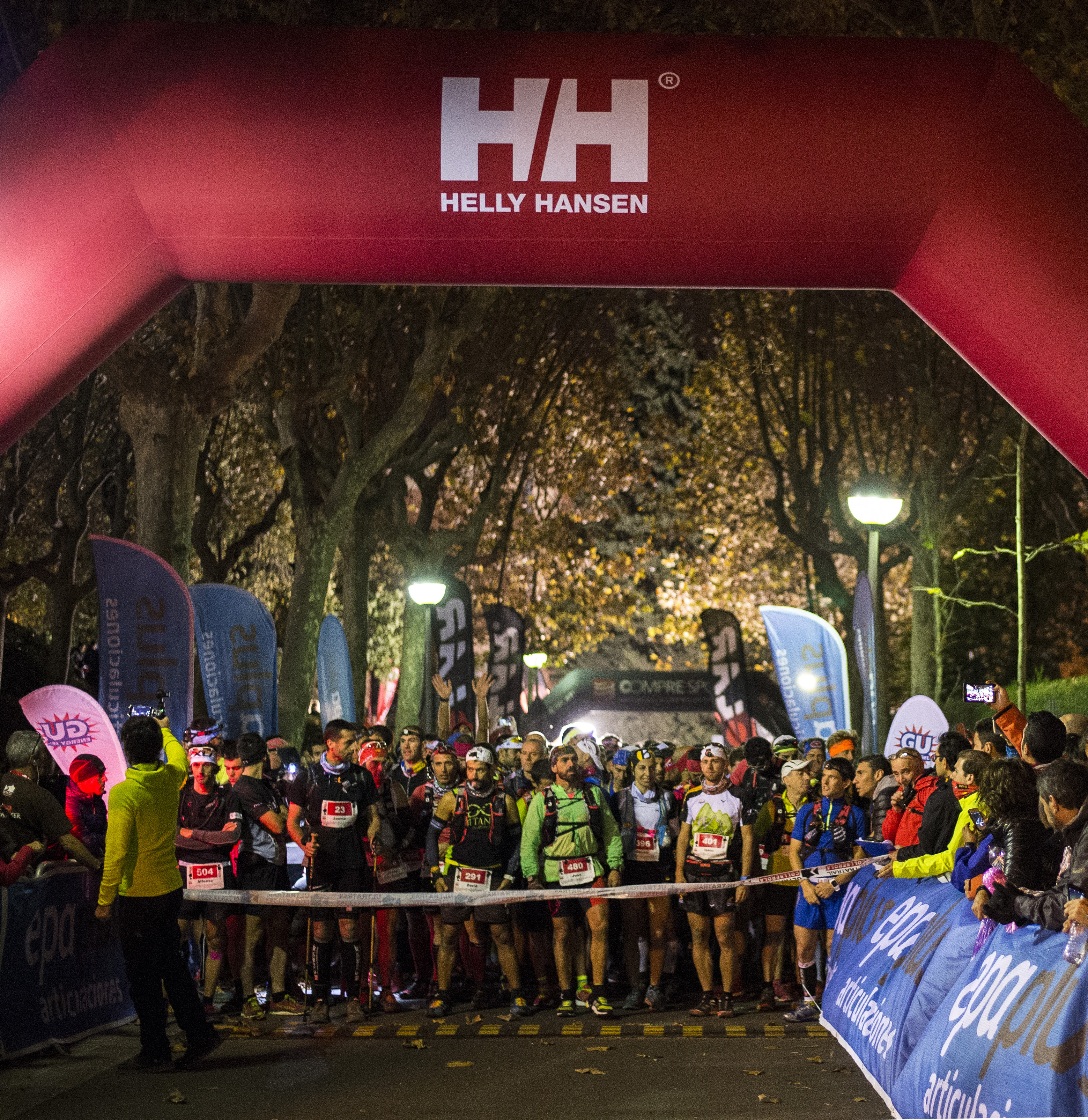
Sortida Ultratrail Collserola 2015.
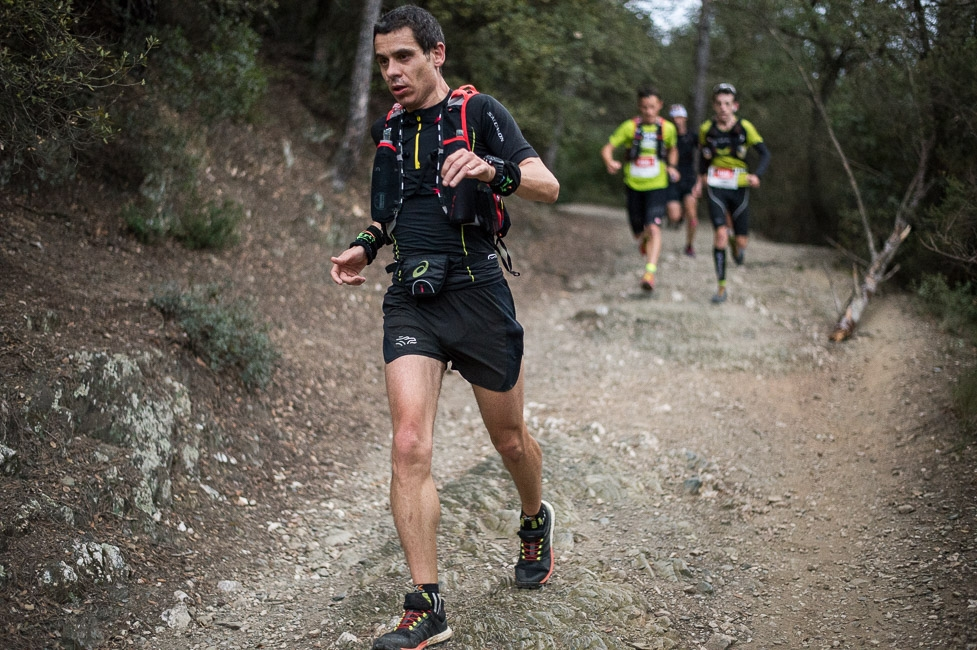
Carles Sànchez. Segon al Ultratrail Collserola 2015.
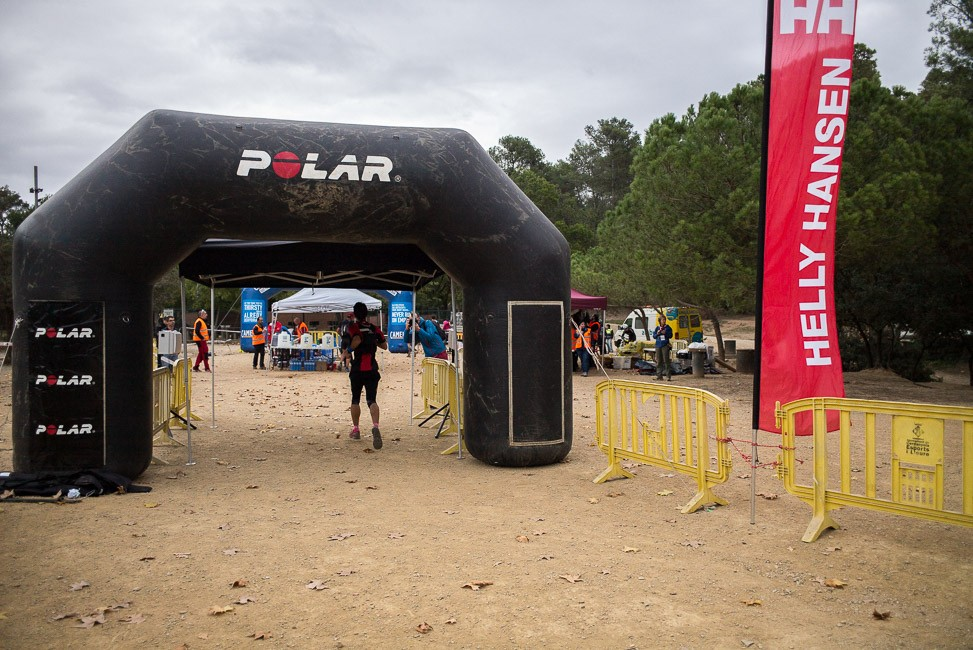
Avituallament i control de pas a Can Coll, Cerdanyola del Vallès. Ultratrail Collserola 2015.
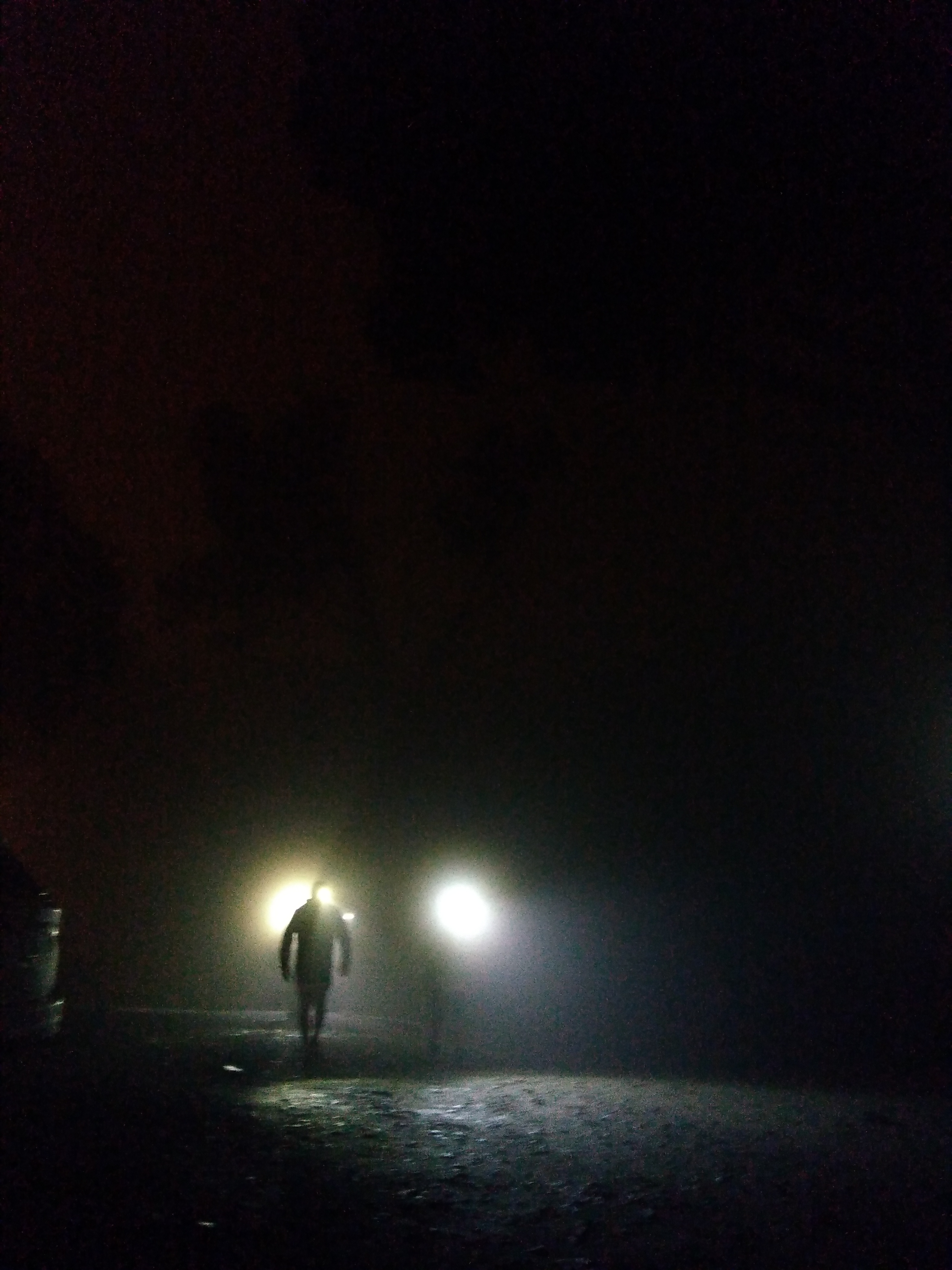
Els últims corredors passant per Vista Rica, Collserola, 9pm. Barcelona Trail Races 2016.